# Georg Friedrich Holtzhauer
Georg Friedrich Holtzhauer (ur. 1746 w Daber; zm. 12 sierpnia 1801 w Königsberg (Preußen)) był niemieckim prawnikiem i nauczycielem akademickim.

## Życiorys
Był synem burmistrza Johanna Georga Holtzhauera. Wczesną edukację zdobył w szkole w swoim rodzinnym mieście, a później kontynuował naukę w gimnazjum w Szczecinie. Studiował na  uniwersytecie w Halle od 1765 r., następnie pracował jako prywatny nauczyciel kilku szlachciców i uzyskał doktorat z prawa w 1773 r. Następnie wykładał na wydziale prawa, redagował rozprawy Christopha Ludwiga Crella pod tytułem Dissertationum atque programmatum Crellianorum. Fascicul. I-XII. (Halle) od 1775 do 1784 r., a po śmierci Johanna Ludwiga L'Estocqa w 1779 r. objął czwartą pełną profesurę prawa na uniwersytecie w Królewcu. Tam awansował na stanowisko kanclerza uniwersytetu w 1796 roku. Uczestniczył również w zadaniach organizacyjnych Uniwersytetu Królewieckiego, pełniąc funkcję rektora Alma Mater w semestrach letnich w latach 1785, 1787, 1789, 1793, 1797 i 1801 oraz jako prorektor w semestrach zimowych w latach 1785/86 i 1787/88. Zmarł w trakcie swojej ostatniej kadencji.

## Wybrane prace
- Diss. inaug. Qua utrum poena capitali coërcendus fit conatus homicidii simplicis proximus, ex mente Constitutionis Criminalis Carolinae atque Marchio Brandenburgicae? Inquiritur. Halle 1773
- Diss. De jure uxoris res suss, ipsa consentiente, a marito debitore oppignoratas repetendi. Halle 1773
- Diss. De tempore in jure civiliter ac naturaliter computando. Königsberg 1779

## Literatura
- Samuel Baur: Allgemeines historisch-biographisch-literarisches Handwörterbuch aller merkwürdigen Personen, die in dem ersten Jahrzehend des neunzehnten Jahrhunderts gestorben sind. Verlag Stettinische Buchhandlung, Ulm, 1816, 1. Bd., Sp. 634, ([Online])
- Georg Christoph Hamberger, Johann Georg Meusel: Das gelehrte Teutschland oder Lexikon der jetzt lebenden teutschen Schriftsteller. Fünfte Ausgabe, 1797, 3 Bd. S. 411 (Online); Bd. 9. S. 620 (Online);
- Christoph Weidlich: Biographische Nachrichten von den jetztlebenden Rechts-Gelehrten in Teutschland. Verlag Hemmerdeisch, Halle, 1781, 1. Teil, 332 (Online)